# 墜：波音大調查
《墜：波音大調查》（英語：Downfall: The Case Against Boeing）是2022年美國紀錄片，由羅伊·甘迺迪指導。通過對相關人士進行採訪並發布檔案影像，這部電影探討了飛機製造商波音公司一連串導致獅子航空610號班機和埃塞俄比亚航空302号班机兩起空難的歷史事件以及後續的調查過程，這兩起在短時間內接連發生的空難都涉及波音737 MAX 。電影與受訪者一起批評波音公司的資本化，指出其為了超越主要競爭對手空中巴士而忽視了737 MAX飛機內部的零部件故障問題。
《墜：波音大調查》在2022年1月21日的2022年辛丹斯電影節上以虛擬放映的形式首映，隨後於2月18日作為Netflix原創紀錄片在Netflix上發布。這部電影因其全面性、敘事結構和情感而受到廣泛的好評，其中大部分讚賞集中在導演羅伊·甘迺迪和剪接師唐·克萊茲身上。電影還重新引起了公眾對737 MAX案件的關注和對波音公司的進一步批評。波音最初拒絕參與電影拍攝，並在電影發布後對其進行了譴責。 

## 摘要
電影故事審視了2018年和2019年的波音737 MAX事件，兩架客機墜毀，总共造成346人死亡，並揭示了波音公司可能已經將經濟利益置於乘客安全之上。 

甘迺迪在談到波音的21世紀歷史時說道：
“几十年来，波音公司通過專注於卓越、安全和創新取得了非凡的成就。這三項品質被視為盈利的關鍵，而且可以運作得很好。後來他們被一個認為華爾街是唯一終極目標的團體接管了。這需要保持平衡，所以必須選出对公眾利益负责而不僅僅是填滿自己的錢包的公司代表” 

## 發佈與反響
這部電影於2022年2月18日上映，根據評論聚合網站爛番茄上的34條評論，獲得了91%的好評，平均评分为7.5/10。該網站的評論共識是：“《墜：波音大調查》以令人印象深刻的清晰度揭示了公司腐敗令人憤怒的冷酷無情程度和令人恐懼的範圍。” 
2022年2月13日至2022年2月20日期間，該電影的Netflix全球觀看時長為742萬小時。

## 外部連結
- 互联网电影数据库（IMDb）上《墜：波音大調查》的资料（英文）
- 在Netflix上觀看《墜：波音大調查》
- 爛番茄上《墜：波音大調查》的資料（英文）
- Metacritic上《墜：波音大調查》的資料（英文）
- 时光网上《墜：波音大調查》的資料（简体中文）
- 豆瓣电影上《墜：波音大調查》的資料 （简体中文）